# Phạm Xuân Quắc
Phạm Xuân Quắc (sinh ngày 15 tháng 2 năm 1946) là thiếu tướng Công an nhân dân Việt Nam, nguyên Cục trưởng Cục Cảnh sát Điều tra Tội phạm về Trật tự Xã hội (C14), Phó Thủ trưởng Cơ quan Cảnh sát Điều tra thuộc Bộ Công an Việt Nam.

## Tiểu sử
Ông Phạm Xuân Quắc quê ở thôn Song Động, xã Tân An, huyện Thanh Hà tỉnh Hải Dương.
Từ ngày 1 tháng 12 năm 2006, ông nghỉ hưu theo quyết định của Thủ tướng Chính phủ.
Ông hiện tại đang sống tại phố Lương Thế Vinh, thành phố Hải Dương, tỉnh Hải Dương.

## Quá trình công tác
Trong suốt thời gian tại nhiệm Ông Phạm Xuân Quắc đã chỉ đạo hoặc trực tiếp giữ cương vị Trưởng ban chuyên án các vụ án lớn như:
- Triệt phá băng nhóm tội phạm nguy hiểm có tổ chức Tin "Palét".
- Làm trưởng ban chuyên án vụ bắt giữ trùm tội phạm Khánh "trắng".
- Triệt phá băng nhóm tội phạm xã hội đen của Phạm Đình Nên (tức cu Nên) và Lâm "già" tại Hải Phòng.
- Tham gia triệt phá băng nhóm xã hội đen của Minh "samasa" tại Khánh Hòa.
- Triệt phá các băng tội phạm khét tiếng Dũng "chim xanh", Hoàng "lựu đạn".
- Triệt phá băng nhóm tội phạm Hai Chi (Bình Thuận)[3]

### Vụ PMU 18
Gần đây nhất ông giữ cương vị trưởng ban chuyên án vụ PMU 18. Sau khi bắt Bùi Tiến Dũng và điều tra thứ trưởng Bộ GTVT Nguyễn Việt Tiến ông nổi lên như một người không ngại va chạm và được báo giới hoan nghênh.
Ngày 22 tháng 11 năm 2006, Tổng cục Cảnh sát công bố quyết định nghỉ hưu với thiếu tướng Phạm Xuân Quắc, theo quyết định của Thủ tướng, từ 01 tháng 12 năm 2006, tướng Quắc không giữ cương vị Trưởng ban chuyên án vụ PMU 18; đồng thời bàn giao công việc tại Cục cảnh sát điều tra tội phạm về trật tự xã hội (C14) cho người kế nhiệm.
Ngày 13 tháng 5 năm 2008, ông bị công an khởi tố vì tội "lợi dụng chức vụ quyền hạn trong khi thi hành công vụ" trong vụ PMU18. Ông bị khởi tố cùng với thượng tá Đinh Văn Huynh, điều tra viên cao cấp, trưởng phòng 9 C14 và 2 nhà báo của báo Thanh Niên, và báo Tuổi Trẻ. Kết quả, ông bị kết tội "Cố ý làm lộ bí mật công tác" và bị phạt mức "cảnh cáo", Đinh Văn Huynh bị phạt mức 1 năm tù cùng về tội danh trên. Ngoài ra, ông còn bị vu khống đã sàm sỡ với vợ của bị can trong vụ PMU 18, có hành vi trái với tư cách đạo đức nghề nghiệp. Trong số các phóng viên bị truy tố về tội "Lợi dụng các quyền tự do dân chủ xâm phạm lợi ích nhà nước, quyền, lợi ích hợp pháp của tố chức, công dân", Hội đồng xét xử tuyên phạt bị cáo Nguyễn Việt Chiến (báo Thanh Niên), mức án 2 năm tù; Nguyễn Văn Hải (báo Tuổi Trẻ), bị phạt mức 24 tháng cải tạo không giam giữ.

## Phát biểu
Về vụ án PMU18, ông Quắc cho rằng:
"Trận đánh tham nhũng này rất khó khăn vì cũng có những người không ủng hộ và có lẽ ngoài tôi, chắc ít người dám đánh"— Phạm Xuân Quắc.